# Jane Bowles
Jane Bowles, de soltera Jane Auer (Nueva York; 22 de febrero de 1917-Málaga, España; 4 de mayo de 1973), fue una escritora estadounidense.

## Biografía
Nació en una familia judía de Nueva York el 22 de febrero de 1917 y pasó su infancia en Woodmere, Long Island. Nació con problemas en la rodilla, que finalmente se rompió al caer de un caballo en su adolescencia.  Después de someterse a cirugía, contrajo artritis tuberculosa y su madre decidió trasladarla a Suiza para recuperarse, donde estuvo interna en un colegio.
A su regreso a Nueva York, fue al Julia Richmond High School en Nueva York y al colegio para niñas Stoneleigh school en Greenfield, Massachusetts.
Comenzó a desarrollar su pasión por la literatura, unida a sus inseguridades. Desarrolló fobias hacia los perros, los tiburones, las montañas, la selva, los ascensores y a ser quemada viva.
Durante su treintena volvió a Nueva York, donde frecuentó el ambiente intelectual bohemio de Greenwich Village y comenzó sus experiencias bisexuales.
Bowles tuvo una animada vida amorosa. Conoció a Paul Bowles en 1937, con quien se casó al año siguiente (1938), yendo de luna de miel a América Central. Este lugar inspiró el escenario de su novela Dos damas muy serias.
Durante su estancia en París con él, ella visitaba bares de lesbianas. El matrimonio fue un matrimonio sexual durante año y medio. A partir de ese momento, Jane y Paul se convirtieron en compañeros platónicos. Ambos eran bisexuales, y preferían tener relaciones sexuales extramatrimoniales. Ninguno de los dos se avergonzaba de su bisexualidad y su matrimonio les permitía expresarlo.
Después de esto, Jane y Paul fueron a México, donde Jane conocería posteriormente a Helvetia Perkins, que se convirtió en su amante.

## Carrera profesional
En 1943 publicó su novela Dos damas muy serias (Two Serious Ladies). El matrimonio Bowles vivió en Nueva York hasta 1947, año en el que Paul se trasladó a Tánger, en Marruecos.  Jane siguió sus pasos en 1948.  Mientras vivía en Marruecos, Jane tuvo una intensa y complicada relación con una mujer marroquí llamada Cherifa.  También tuvo una relación cercana con la cantante de blues Libby Holman, que se sentía atraída por ambos, Jane y Paul, aunque Paul no sentía lo mismo.
Jane Bowles escribió la obra de teatro En el cenador (In the Summer House) que, adaptada, fue representada en Broadway en 1953. Tennessee Williams, Truman Capote y John Ashbery consideraron a Jane Bowles una de las mejores y más subestimadas escritoras estadounidenses.

## En el cenador
En el cenador fue su única obra de teatro completa. Fue concebida y escrita entre Vermont y París.  Se representó por primera vez en 1951 en el Teatro Hedgerow de Moylan, en Pennsylvania. La obra comenzó a representarse en Broadway en el Teatro Playhouse el 29 de diciembre de 1953, con música de Paul Bowles, donde estuvo en cartel durante dos meses, con críticas tanto favorables como desfavorables y poca taquilla.  La obra  se representó de nuevo en 1993 en el Teatro Vivian Beaumont con música de Philip Glass.  Esta reposición fue nominada para los Drama Desk Awards de 1994 al mejor dirección, diseño del set, y actriz secundaria (JoAnne Akalaitis, George Tsypin y Frances Conroy respectivamente).
El argumento se centra en la complejidad de las relaciones entre madres e hijas. El argumento se centra en la interacción, y no en la acción. Comienza con un monólogo de la señora Gertude Eastman Cuevas, una viuda aislada del sur de California, que se casa con un rico mexicano (con camaradas que cantan y bailan) y que se muestra muy opresivo con la hija.  La otra viuda es la señora Constable con su complicada hija.  Ambas hijas son inestables.
La Sra. Cuevas tiene un pretendiente que hace que su madre considere que necesita tener más controlada a su hija. El primer acto termina con la señora Cuevas y su nuevo marido leyendo el periódico en silencio. El segundo acto tiene lugar en un restaurante llamado The Lobster Bowl y utiliza imágenes gastronómicas muy intensas.  La compleja relación de Bowles con su madre podría haber inspirado el argumento.

## Muerte
Su salud se quebrantó, entre otras razones, por su gran afición al alcohol, habiendo sufrido un derrame cerebral en 1957 a la edad de 40 años. El derrame le afectó a la vista y a su capacidad para imaginar, a pesar de lo cual luchó con sus problemas de salud y continuó escribiendo. Tras varios tratamientos en Inglaterra y Estados Unidos, ingresó en una clínica de Málaga, donde murió en 1973.
Los restos de Jane Bowles descansan en el Cementerio de San Miguel de Málaga.

## Legado
Fue considerada el alma mater de una generación de escritores norteamericanos.
Truman Capote afirmó que la obra teatral de Jane Bowles, En el cenador, poseía "un ingenio espinoso, el aroma de una buena copa, un amargor refrescante...", características que llevaron a Capote, quien no era aficionado al teatro y rara vez veía una obra más de dos veces, a querer ver esta obra en tres ocasiones.
En el cenador se publicó por primera vez en español en 2010, gracias a la editorial española Alfama, con prólogo de Paul Bowles y traducción de Carlos Pranger.
En la novela semiautobiográfica de Paul Bowles El cielo protector, los caracteres Port y Kit Moresby se basaban en Paul y Jane Bowles. Debra Winger interpretó el papel de Kit en la adaptación de la novela al cine.